# 后膜碘泡虫
后膜碘泡虫（学名：Myxobolus valatus）为碘泡科碘泡虫属的动物。在中国，分布于湖北、浙江、武陵山地区等，营寄生生活，寄生在鳃、肠、肾（鲫、金鱼）、体表（鲫）。